# Хартув
Хартув (Хар-Тув, ивр. הַר-טוּב‎) — исторический населённый пункт в Израиле, западнее Иерусалима. Основан в декабре 1895 года активистами движения «Ховевей Цион» из Болгарии на месте сельскохозяйственной колонии англиканской миссии в Палестине на землях, ранее принадлежавших арабской деревне Артуф. В результате арабских волнений 1929 года поселение было временно оставлено, сожжено и разграблено; позже часть жителей вернулась в Хартув и занялась восстановлением хозяйства, но в 1948 году в ходе войны в Палестине поселение было эвакуировано вторично. Позже на его месте расположились мошав Нахам и промышленная зона нового города Бейт-Шемеш.

## Англиканская колония
Англиканская миссия в Палестине вела свою работу с 1840-х годов, когда османские власти разрешили деятельность в этом регионе иностранных представительств. Миссия построила больницу в Старом городе Иерусалима и основала несколько образовательных учреждений в разных городах Палестины. Отношения между англиканскими миссионерами и старым (религиозным) еврейским ишувом в Палестине не складывались, руководившие ишувом раввины, опасаясь усиления влияния христианских идей среди палестинских евреев, дали миссионерам прозвище «Миссия подстрекателей» (ивр. משלחת המסיתים‎).
Среди участников Первой алии, начавших прибывать в Палестину с 1882 года, отношение к миссионерам было более терпимым. Новоприбывшие евреи часто нуждались в работе и жилье, а миссионеры были готовы организовать и то, и другое в надежде обратить кого-то из получивших помощь в свою веру. В 1883 году на средства миссии были приобретены 6 тысяч дунамов земель, принадлежавших арабской деревне Артуф к югу от Иерусалима, вдалеке от мест проживания членов старого ишува. На этой территории был построен большой дом, где были расселены 46 семей новоприбывших евреев. Поселенцы могли заниматься сельскохозяйственной или любой иной деятельностью; миссия не препятствовала им отправлять еврейские религиозные обряды, требуя лишь посещать богослужение по воскресеньям. Новое поселение получило название Хартув, а в еврейских газетах того времени ему дали прозвище «посёлок подстрекателей».
Тяжёлые условия жизни и постоянное давление со стороны руководства старого ишува (раввины угрожали отказаться делать обрезание родившимся в Хартуве мальчикам и хоронить умерших там на еврейском кладбище) привели к тому, что поселенцы со временем начали покидать Хартув. Из первоначально прибывших туда семей только три удалось обратить в христианство, и в 1893 году организаторы поселения признали своё поражение и выставили земли Хартува на продажу.

## Поселенцы из Болгарии
В 1895 году большая часть земель Хартува (порядка 5000 дунамов) была приобретена группой сторонников движения «Ховевей Цион» в Болгарии, называвшей себя «Братство заселения Земли Израильской». Выбор места был обусловлен рекомендациями администратора поселения Микве-Исраэль, сообщившего болгарским активистам, что эти земли пригодны для сельского хозяйства и что на приобретаемой территории есть вода. В декабре 1895 года, в дни Хануки, в Хартув прибыли 12 семей поселенцев — по числу колен Израилевых.
Первая группа прибывших расселилась в каменном доме, оставшемся от англиканской колонии, и начала подготовку к приёму остальных членов «Братства». Вскоре выяснилось, что уплатой стоимости земель прежним владельцам дело не ограничивается, и пришлось давать взятки местным властям, выписавшим ордер на выселение новых жителей Хартува. Затем оказалось, что сельскохозяйственная ценность купленной земли сильно преувеличена: лишь небольшая её часть была пригодна под посевы, а количество доступной воды было подвержено сильным сезонным перепадам — в засушливые периоды её хватало только для питья. В результате жителям пришлось изыскивать другие средства заработка, среди которых были перевозка грузов с верблюжьими караванами, помол муки, производство заатарного масла и засушенных цветов, затем экспортировавшихся за пределы страны (в Америку этот товар поступал как «растения Святой земли»). Хартув был со всех сторон окружён арабскими землями, не имея прямой связи с крупными еврейскими центрами. В любом случае, отношения со старым ишувом у новых жителей Хартува, как и у прежних, были напряжёнными, и долгое время все браки заключались внутри маленькой коммуны.
В 1909 году треть земель Хартува была продана еврейскому филантропу Ицхаку Лейбу Гольдбергу, который планировал создать на них образцовую ферму. На полученные деньги жители Хартува начали мелиорацию оставшейся земли. Вместо полей они начали разбивать огороды и плантации фруктовых деревьев, миндаля и олив. Развивались также мелкое промышленное производство и молочное животноводство — впервые в Палестине в Хартуве была на профессиональном уровне организована молочная ферма. Жители Хартува также работали на ферме Гольдберга; позже начала работу каменоломня «Шимшон», и в Хартуве были построены новые постоянные дома.

## Дальнейшая судьба
После начала арабских волнений 1929 года Хартув выдержал ночную осаду арабскими отрядами, но затем его жители и жители основанной Гольдбергом фермы были эвакуированы в Яффу. Поселение было разграблено и сожжено. После окончания беспорядков ферма восстановлена не была, её земли были переданы Еврейскому национальному фонду, который затем сдал их в аренду вернувшимся жителям Хартува. В самом Хартуве начались восстановительные работы. Был отстроен колодец и впервые проведена вода в отдельные дома. В 1946 году на территории Хартува начала функционировать школа для детей с проблемами развития, курируемая мэрией Тель-Авива.
С началом гражданской войны в Палестине положение Хартува, расположенного в глубине территории с арабским населением, оказалось крайне тяжёлым. Поселение попало в блокаду, которую лишь изредка удавалось прорывать вооружённым еврейским конвоям. Наконец еврейское руководство решило эвакуировать Хартув; его жители были вывезены 16 мая 1948 года. Евреи вернулись в Хартув лишь в октябре 1948 года, когда территория поселения была освобождена бойцами «Пальмаха». По окончании Войны за независимость Израиля несколько из семей, ранее проживавших в Хартуве, попытались восстановить поселение в очередной раз, но в тяжёлых финансовых условиях и в отсутствие помощи со стороны государства это оказалось невозможным.
В 1950 году на землях Хартува была организована одноимённая маабара Бейт-Шемеш для новых репатриантов из Ирана, Ирака, Румынии и стран Магриба. В 1953 году маабара была переименована в Бейт-Шемеш; в 1991 году этот населённый пункт получил статус города. На землях, ранее принадлежавших Хартуву, ныне располагаются мошав Нахам и промышленная зона Бейт-Шемеша. Память об историческом поселении сохраняется в виде нескольких зданий — в том числе первого большого дома, построенного для англиканской колонии, маслодавильни и печи для обжига извести, — а также старого кладбища. В большом доме совместными усилиями регионального совета Мате-Йехуда, Израильского общества охраны природы, Еврейского национального фонда и общественной организации «Хартув» был создан музей Хартува.